# John Lucas (cestista 1982)
John Harding Lucas III (Washington, 21 novembre 1982) è un ex cestista e allenatore di pallacanestro statunitense.

## Carriera
Playmaker di 1,80 metri, John Lucas III è figlio di un ex-campione della NBA, John Lucas. Dopo aver giocato a livello di college a Baylor e Oklahoma State, nella stagione 2005-06 milita con Tulsa, nella lega di sviluppo D-league; in questa stagione fa una breve apparizione con gli Houston Rockets e, in Italia, con la Snaidero Udine.
Nel 2006 firma un triennale con gli Houston Rockets. Agli inizi del 2008 passa alla Benetton Treviso, ma viene tagliato dopo solo poche gare.
Il 21 marzo ottiene un contratto coi Chicago Bulls. Nell'estate 2012 firma con i Toronto Raptors.

## Palmarès
- NCAA AP All-America Third Team (2004)
- All-NBDL Second Team (2006)
- Campione NBDL (2009)